# Jixi (Xuancheng)
Der Kreis Jixi (chinesisch 绩溪县, Pinyin Jìxī Xiàn) ist ein Kreis der bezirksfreien Stadt Xuancheng der chinesischen Provinz Anhui. Er hat eine Fläche von 1.112 Quadratkilometern und zählt 160.000 Einwohner (Stand: Ende 2018).
Die Ahnenhalle der Hu-Familie in Longchuan (Longchuan Hushi zongci 龙川胡氏宗祠) steht auf der Liste der Denkmäler der Volksrepublik China.